# Torneo Conde de Godó 2019
El Torneo Conde de Godó 2019 fue un evento de tenis del ATP Tour 2019 en la serie ATP 500. Se disputó en Barcelona, España en el complejo Real Club de Tenis Barcelona desde el 22 hasta el 28 de abril de 2019.

## Distribución de puntos
| Modalidad            | Campeón | Finalista | Semifinales | Cuartos de final | 2.ª ronda | 1.ª ronda | Clasificados | 2.ª ronda de clasificación | 1.ª ronda de clasificación |
| Individual masculino | 500     | 330       | 200         | 100              | 50        | 0         | 25           | 13                         | 0                          |
| Dobles masculino     | 500     | 300       | 180         | 90               | –         | –         | 45           | 25                         | 0                          |

## Cabezas de serie

### Individuales masculino
| Tenista               | Ranking | Preclasificado |
| Rafael Nadal          | 2       | 1              |
| Alexander Zverev      | 3       | 2              |
| Dominic Thiem         | 5       | 3              |
| Kei Nishikori         | 6       | 4              |
| Stefanos Tsitsipas    | 8       | 5              |
| Karen Jachanov        | 12      | 6              |
| Daniil Medvédev       | 14      | 7              |
| Fabio Fognini         | 18      | 8              |
| Denis Shapovalov      | 20      | 9              |
| David Goffin          | 21      | 10             |
| Gilles Simon          | 26      | 11             |
| Pablo Carreño         | 27      | 12             |
| Grigor Dimitrov       | 28      | 13             |
| Frances Tiafoe        | 29      | 14             |
| Lucas Pouille         | 31      | 15             |
| Félix Auger-Aliassime | 33      | 16             |

- Ranking del 15 de abril de 2019.[2]

### Dobles masculino
| Tenista                           | Ranking | Preclasificado |
| Łukasz Kubot Marcelo Melo         | 10      | 1              |
| Jamie Murray Bruno Soares         | 17      | 2              |
| Juan Sebastián Cabal Robert Farah | 22      | 3              |
| Oliver Marach Mate Pavić          | 23      | 4              |

## Campeones

### Individual masculino
Dominic Thiem venció a  Daniil Medvédev por 6-4, 6-0

### Dobles masculino
Juan Sebastián Cabal /  Robert Farah vencieron a  Jamie Murray /  Bruno Soares por 6-4, 7-6(7-4)